# Hervé Loste
Hervé Loste, né le 29 mai 1926 à Villenave-d'Ornon et mort le 10 février 1994 à Nouméa, est un homme politique français, député de Wallis-et-Futuna de 1962 à 1967.

## Biographie
Fils d'Henri Loste et petit-fils d'André Ballande, Hervé Loste devient directeur des Établissements Ballande à Nouméa et à Wallis-et-Futuna. Il s'implique en politique et devient le premier député du nouveau territoire d'outre-mer de Wallis-et-Futuna lors de l'élection législative de mars 1962, sous l'étiquette des Indépendants et paysans d'action sociale, face à Emmanuel-Victor Brial, fils de Julien Brial. Il soutient son père Henri Loste qui devient sénateur du territoire quelques mois plus tard. En novembre 1962, une nouvelle élection a lieu et il est réélu député sous l'étiquette des Républicains indépendants. Hervé Loste est battu par Benjamin Brial au terme de son mandat, en 1967.

## Détail des fonctions et des mandats
Mandat parlementaire
- 25 mars 1962 - 2 avril 1967 : Député de la 1re circonscription de Wallis-et-Futuna.